# 龙湖公园
龙湖公园位于河北邯郸市主城区东部，南临人民路，北靠是丛台路，东临滏东大街，西依有“邯郸母亲河”之称的滏阳河，该园是以湖泊和植物造景为主，以“水林景色”为特色的开放式生态休憩公园。公园不但融入了具有现代园林景观的设计理念，而且还蕴含了当地的古赵文化的文化底蕴，利用声、光、电等现代科学技术手段，使地水体景观与园林艺术交相辉映，每到夏季时节，龙湖夜晚客流量达3万人次以上。

## 命名
龙湖里的湖水，来自于滏阳河，由公园西南进入湖中，流向东北，成湖于园中，在园内绕一圈最终从西北方向再次流到滏阳河，河道蜿蜒，犹如一条巨龙，故名“龙湖公园”。

## 修建历史和规模

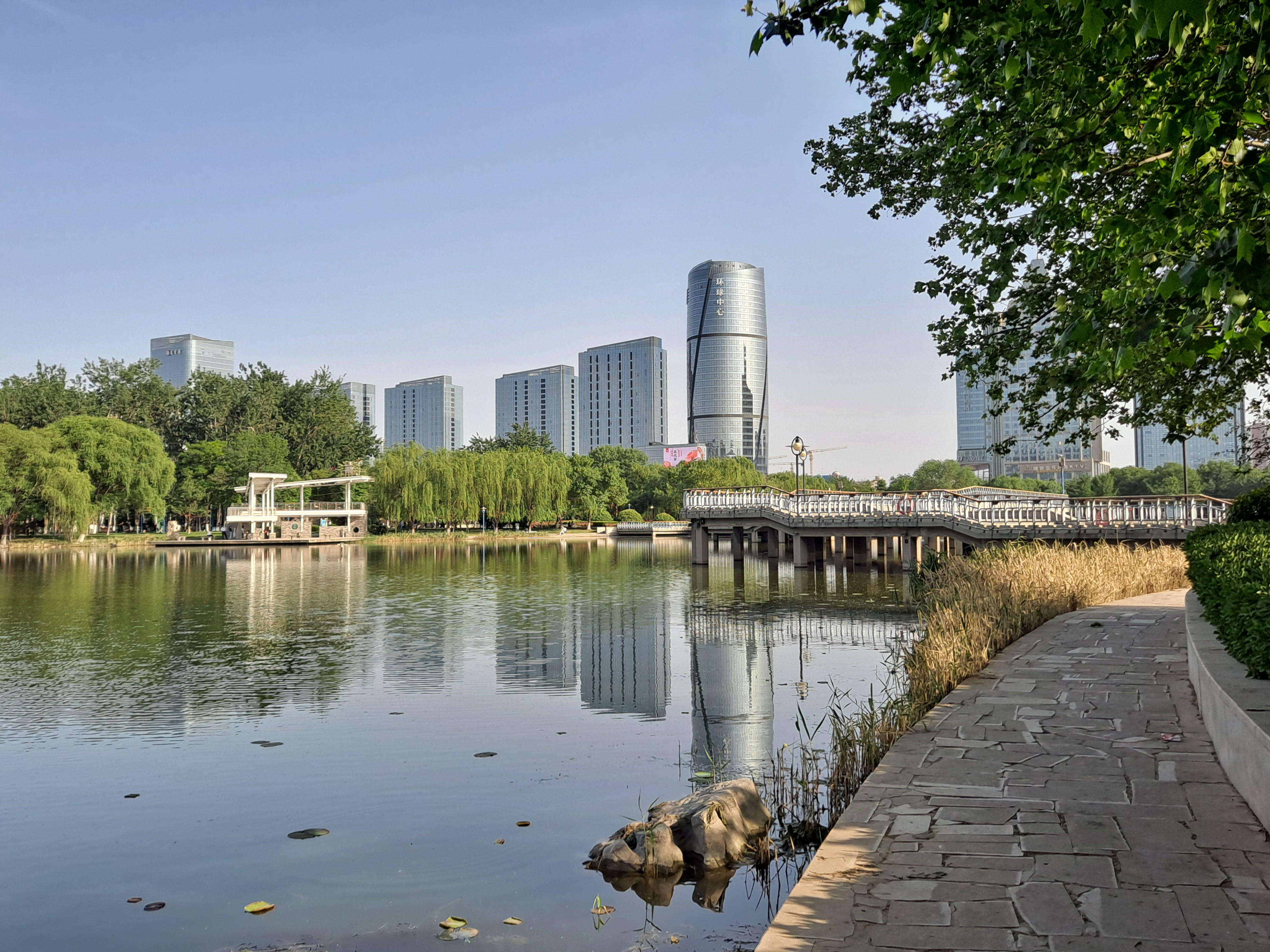
龙湖公园景色

龙湖公园最早是一片荒地，下大雨时，这里地势低洼雨水排不出去，逐步形成一个个小洼子。2005年，市政府决定截滏阳河上的柳林闸之水，引水建湖。首期工程光就挖湖堆山、砌围建岸动土达60万立方米，占地总面积有41.7公顷，扩展园中水体面积约8.2万平方米，最终建成由「南门入口广场区」、「景观湖区」、「市民休闲区」、「中心广场区」等9个功能区域。
园内绿化面积在26.36公顷以上，园内栽植乔灌木166种，各类植物在1.6万余株，还有例如枇杷、美国海棠、木瓜树、大叶女贞、紫玉兰、白玉兰等许多较珍贵的树木花草，并且每棵植物上都被挂上关于植物介绍的小说明，草坪面积18万平米，建有造型各异的桥梁12座。
随着滏阳河通航工程，龙湖公园在园内也修建了船舶码头，市民可以乘坐仿古游船欣赏滏阳河沿岸景色。

## 特色

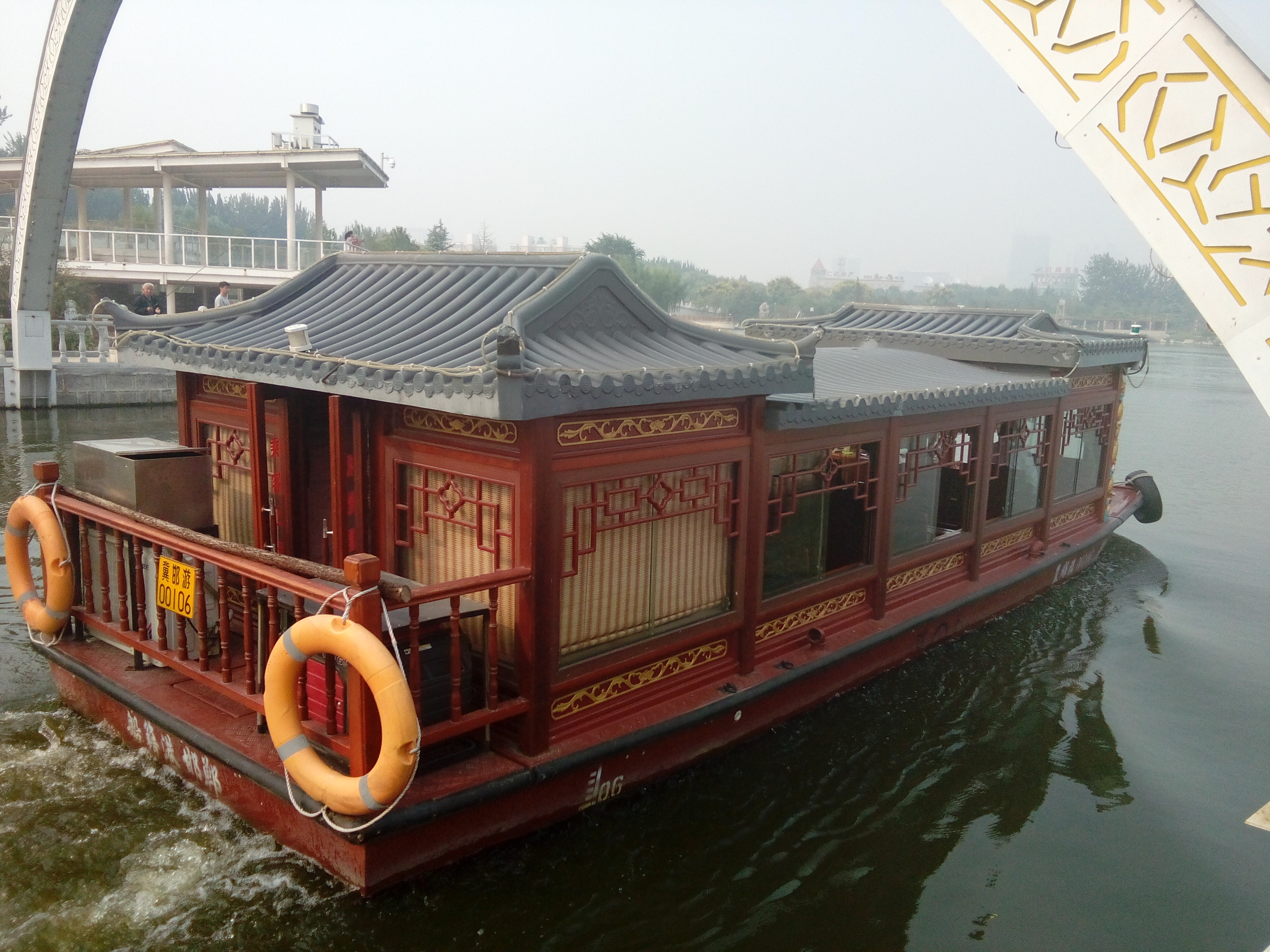
湖内龙舟，可以在湖中浏览沿岸景观。

公园在加强绿化和建湖的过程中，还注重其他景观区域的建设，例如建造了大型音乐喷泉、激光效果、水幕电影三部分组成的夜色水景。以龙为主题的大型音乐喷泉有「龙腾盛世」、「金龙吐水」、「蛟龙出水」、「天龙旋云」、「龙行天下」、「天宇翔龙」等。湖内设计了主喷能达到108米，变换26种造型的大型音乐喷泉，还拥有70余台水泵，1000余盏水中灯。春夏秋冬时节，各色花卉争奇斗艳。夜晚来临时，主喷头喷泉在音乐声中一柱冲天，特为壮观。是市民休闲、健身、娱乐的去处之一。

## 活动
由于龙湖公园地处人民路中心地点，各个社会团体和民间组织、甚至政府组织部门都在这里组织有关活动，例如：车展、服装秀、摄影展、志愿者服务、票友大赛、模特秀等。

## 轶事
2011年9月4日下午，龙湖公园南门出现了一名身着古装的美女，表现要现场征婚，想认识个男友回家过中秋，引来不少市民围观。